# Verden
 For alternative betydninger, se Verden (flertydig). (Se også artikler, som begynder med Verden)
Verden er et almindeligt navn for hele menneskets civilisation, specifikt menneskets erfaring, historie – eller det menneskelige grundlag generelt, verden rundt, f.eks. overalt på jorden.

I filosofiske sammenhæng kan verden referere til:
1. hele det fysiske univers
2. en ontologisk verden (se verdens afsløring; en:World disclosure).

I en teologisk sammenhæng, refererer verden almindeligvis til det materielle eller den blasfemiske sfære, i modsætning til den himmelske, spirituelle, transcendente eller hellige. "Verdens undergang" refererer til scenarier af slutningen på menneskets historie, ofte i religiøse sammenhænge.
Med verdenshistorie forstås almindeligvis den større geopolitiske udvikling de sidste ca. 5 tusinde år, fra de første civilisationer til nu.
Verdens befolkning er summen af alle menneskets populationer til enhver tid; tilsvarende er verdens økonomi summen af alle verdens landes økonomier, især i globaliseringssammenhænge. Med termer som verdensmesterskab, brutto verdens produkt, verdens flag osv. er også underforstået kombinationen af alle dagens suveræne stater.
I begreber som verdensreligion, verdenssprog og verdenskrig forstås verden som det internationale eller det interkontinentale virkefelt, hvilket ikke nødvendigvis indebærer deltagelse af hele verden.
I begreber som verdenskort og verdens klima anvendes verden i en betydning, der er løsrevet fra menneskets kultur eller civilisation, da der her menes den fysiske planet Jorden.

## Etymologi og anvendelse
Det danske ord verden kommer fra gammeldansk werdhen, wæræld, wærild, wærælde, oldnordisk verǫld oldengelsk weorold, gammelsaksisk werold, er en sammensætning af wær, der betyder "mand/ægtefælle" – og old "(tids)alder" – som derfor omtrent betyder "menneskealder" eller "menneskets tidsalder".
Det korresponderende ord i latin  er mundus, bogstaveligt "rent, elegant", i sig selv et låneord oversat fra Græsk cosmos "ordentlig arrangeret". Mens det germanske ord afspejler en mytologisk tanke af "menneskets domæne" (sammenlign med Midgård), formentlig som modsætning til den guddommelige sfære på den ene side – og på den anden side underverdenens Ktoniske gudesfære, afspejler den græsk-latinske term en skabelsestanke som en handling, der etablerer orden ud af kaos.
'Verden' skelner hele planeten eller populationen fra hvert enkelt land eller region: Verdens anliggender vedrører ikke kun et sted, men til hele verden – og verdenshistorien er inden for historie dét som undersøger hændelser ud fra en global (i modsætning til en national eller regional) synsvinkel. På den anden side refererer jorden til planeten som et fysisk hele – og skelner jorden fra andre planeter og fysiske objekter.